# Corpo medico della MVSN
Il Corpo medico della Milizia Volontaria per la Sicurezza Nazionale era il servizio sanitario autonomo della Milizia durante il regime fascista.

## Storia
La Milizia Volontaria per la Sicurezza Nazionale fin dalla sua costituzione nel 1923 dotò di una specialità sanitaria, autonoma dal Corpo sanitario del Regio Esercito. Essa garantiva gratuitamente l'assistenza sanitaria, la sorveglianza igienica, la profilassi e l'assistenza sociale alle Camicie Nere.
Gli ufficiali medici e farmacisti erano distinti in due categorie: gli ufficiali nei quadri prestavano servizio permanente presso i singoli reparti: comandi di gruppo, di legione, di coorte, nelle squadre di soccorso e nelle sezioni leggere di sanità, provvedendo alla gestione delle pratiche burocratiche ed all'assistenza dei militi richiamati; gli ufficiali nella riserva venivano richiamati invece occasionalmente per completare i quadri, soprattutto tra gli specialisti ed i professori universitari, e prestavano la loro opera ai militi fuori dal servizio, coadiuvati eventualmente da specialisti civili che avessero dato la loro disponibilità a prestare opera gratuitamente.
Il Corpo inoltre garantiva l'accesso, per gli appartenenti alla Milizia, alle cure termali ed ai soggiorni presso le due colonie, una marina a Pescara ed una montana a Trafoi. L'assistenza riabilitativa era garantita anche in conseguenza di patologie non a causa di servizio e le Camicie Nere potevano richiedere il ricovero in convalescenziario gratuitamente.

## Organizzazione
Il Corpo era organizzato come segue:
- Direzione centrale di Sanità: istituita presso il Comando Generale della Milizia; era un organo consultivo del comando stesso, retto da un Console Generale Medico (corrispondente al grado di generale di brigata), coadiuvato da Consoli Medici Ispettori (colonnelli), cui spettava la direzione generale di tutto il servizio sanitario della Milizia.
- Uffici di Sanità di Gruppo: istituiti presso ogni Comando di Gruppo, retti ognuno da un Seniore Medico.
- Sezioni leggere di Sanità: istituite presso ogni Comando di Gruppo, comandate dai rispettivi Seniori.
- Uffici di Sanità di Legione: istituiti presso ogni legione, erano retti da un Seniore o da un Centurione Medico.
- Squadre speciali di soccorso: istituite presso tutte le legioni, intervenivano in caso di pubbliche calamità su direzione del Ministero dei lavori pubblici e del Magistrato alle acque; erano organizzate in due gruppi: uno costituito da esperti e professionisti, di prima chiamata; un secondo gruppo, con personale qualificato, interveniva dopo preavviso nel minor tempo possibile; ogni gruppo era costituito da un nucleo sanitario (medici ed infermieri), uno tecnico (ingegneri ed operai) ed uno ausiliario (per servizi generali).

## Distintivi e mostreggiature
Il personale vestiva le uniformi d'ordinanza della MVSN. La mostrina del Corpo era la fiamma nera a due punte sottopannata di color amaranto, sostituita in seguito dalla doppia fiamma nera su rettangolo di panno amaranto, per gli appartenenti al Corpo medico della MVSN, in uso durante la seconda guerra mondiale, i cui reparti furono inseriti nelle grandi unità regolari del Regio Esercito; questi ultimi modelli presentano entrambi una piccola differenza che li contraddistingue dagli altri tipi di mostreggiature: la presenza del Fascio littorio, al posto della classica stella a cinque punte, simbolo delle Forze Armate. Le mostreggiature del bavero per ufficiali, sottufficiali e truppa, hanno dimensioni quali 60 mm di lunghezza, e 32 mm di larghezza. Il distintivo da Generale medico della MVSN è un'Aquila imperiale che poggia su disco con fondo bianco e croce rossa, il tutto su fascio con la scure sopra le verghe, questo distintivo fu usato fino al 1927.

Mostrine del Corpo medico della MVSN (1º tipo)
Mostrine del Corpo medico della MVSN (2º tipo)